# Color Theory
Color Theory — музыкальное альтер эго американского клавишника и исполнителя собственных песен Брайана Хэзарда. К настоящему времени Хэзард выпустил 8 студийных альбомов, 8 EP и коллекцию демозаписей. Его восьмой студийный альбом The Sound был выпущен 4 августа 2010 года.

## История
Хэзард, единственный участник проекта Color Theory, начал изучать игру на пианино довольно поздно, в возрасте 13 лет. Время от времени он брал уроки игры во время учебы в школе, параллельно с этим играл в школьном джаз-бэнде на пианино и ударных. В 1992 Хэзарду было присуждено звание Бакалавра музыки по классу фортепиано в Университете штата Калифорния, Лонг-Бич. В следующем году он поступил на курсы написания песен и звукозаписи в Golden West College и начал писать собственные песни для первого альбома Color Theory — Sketches in Grey.

## Музыка
Альбом Sketches in Grey, выпущенный в 1994 году, был успешным и быстро разошелся. Однако когда начинающая компания A Different Drum включила песню «Heart Like a Doll» в свой первый релиз Rise! America’s Synthpop Underground, Color Theory был представлен небольшой, но преданной современной синтипоп-сцене.
Хэзард начал исполнять материал проекта Color Theory вживую после выпуска альбома Tuesday Song в 1997 году.
Долгое время он считал альбом Perfect Tears 1999 года своей лучшей работой, являющейся кульминацией жанра electronic piano pop — звук, который Хэзард совершенствовал 6 лет. В альбоме 2001 года Life’s Fairytale в гораздо большей степени были исследованы электронные техники, что стало значительным изменением по сравнению с предыдущим материалом. Но наибольшие перемены в творчестве связаны с альбомом Something Beautiful 2002 года полностью акустической записью, в создании которого принимали участие легендарный ударник Jonathan Moffett, игрок на безладовой бас-гитаре Baba Elefante, струнный квартет, флейта, арфа и Хэзард на фортепиано и виброфоне. Результаты 26-недельной работы были опубликованы в сети в качестве части проекта «Bad Song of the Week», где слушатели могли голосовать за понравившиеся им треки и решать, какие из них будут включены в альбом. Эти демозаписи были выпущены ограниченным изданием на 2-х дисках под названием Like Clockwork.
2003 год стал еще одним поворотным событием в творчестве музыканта после выпуска Color Theory presents Depeche Mode, трибьюта Depeche Mode. В дополнение к 11 песня DM в альбоме также присутствуют две новые инструментальные интерлюдии, песня «Ponytail Girl», написанная Color Theory, но ошибочно принятая за песню Depeche Mode из еще не выпущенного на тот момент альбома Exciter. Эта ошибка возникла из-за того, что голос Хэзарда похож на голос Мартина Гора.
Результат пятилетней работы The Thought Chapter (2008) содержит кавер-версию Death Cab for Cutie и одиннадцать оригинальных треков. Песня «If It’s My Time to Go» была удостоена премии имени Леннона, а также завоевала гран-при в категории Электроники в Конкурсе авторской песни имени Джона Леннона (один из самых престижных международных музыкальных конкурсов на сегодняшний день). В награду Хэзард получил $8 500 наличными и музыкальное оборудование, а также право бесплатного выпуска CD-дисков для своего альбома 2010 года The Sound. Восьмой полный альбом Color Theory представляет собой девять новых оригинальных треков и кавер-версию песни «Living a Boy’s Adventure Tale» легенд синти-попа a-ha.
Песни из альбомов The Thought Chapter и The Sound были представлены в MTV-шоу Styl’d и The Real World, а также в видео-игре Rock Band. Эти два альбома также победили в номинациях Best Electronic в 2009 году и 2010 OC Music Awards.
В июне 2012 года Хэзард выпустил Adjustments Pt. 1, первый из трех EP, включающий 5 новых оригинальных треков и пять ремиксов этих песен. Лучшие 10-11 песен из этих трех EP войдут в новый альбом в 2013 году.

## Дискография

### Студийные альбомы
- Sketches in Grey (1994) — переиздан в 1999
- Tuesday Song (1997)
- Perfect Tears (1999)
- Life’s Fairytale (2001)
- Something Beautiful (2002)
- Color Theory presents Depeche Mode (2003)
- The Thought Chapter (2008)
- The Sound (2010)

### Синглы, EP и сборники
- Covers & Rarities (2006)
- Second Thoughts (2009)
- The Silence (2010)
- The Silence + Second Thoughts (2011)
- Color Theory presents Depeche Mode: The Remixes (2011)
- Outside the Lines, Vol. 1 (2012)
- Outside the Lines, Vol. 2 (2012)
- Adjustments, Pt. 1 (2012)